# Stadthalle von Kolašin

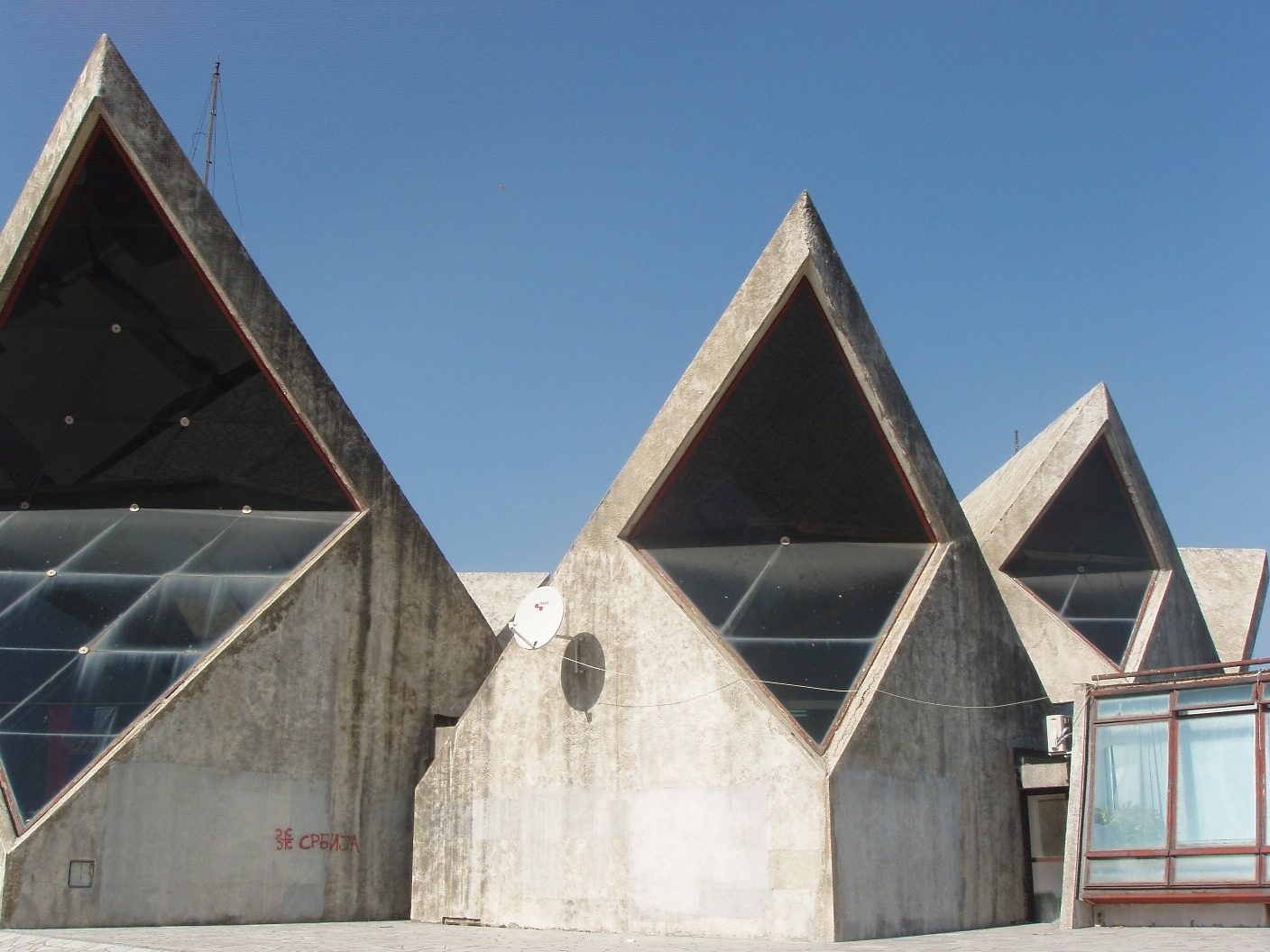
Stadthalle von Kolašin (2009)

Die Stadthalle von Kolašin (serbokroatisch Колашин скупштине општине) ist ein Bauwerk in Zentrum von Kolašin in Montenegro. Sie wurde 1971 bis 1975 nach den Plänen des jugoslawischen Architekten Marko Mušič errichtet. Die Stadthalle diente neben ihrer Funktion als öffentlicher Veranstaltungsraum mit Saal auch als Gedenkbau (serbokroatisch Spomen dom) für die Bildung des ersten Nationalen Antifaschistischen Konzil für die Befreiung Montenegros und Bokas 1943.

## Geschichte
Das Gebäude wurde am 15. November 1975 offiziell eröffnet. Es ist insofern einzigartig, als es das einzige der vielen Monumentaldenkmäler Jugoslawiens ist, welches gleichzeitig ein voll funktionsfähiges öffentliches Gebäude darstellt. Das Gebäude ist ein herausragendes Zeugnis der jugoslawischen Architektur und eines der wichtigsten Bauwerke der zweiten Hälfte des 20. Jahrhunderts in Montenegro.
Seit den 1990er Jahren verschlechtert sich der Zustand des Gebäudes drastisch. Ende der 2000er Jahre war sogar geplant das Gebäude abzureißen und durch einen Neubau zu ersetzen. Dieser Plan scheiterte allerdings an der mangelnden Finanzierbarkeit.
2014 wurde das Gebäude bei der 14. Architekturbiennale von Venedig in der Ausstellung Treasures in Disguise gezeigt. Eine Verbesserung des Zustandes konnte trotzdem bis heute nicht erreicht werden.